# Aguaray-Gazú
Aguaray-Gazú o Aguaray-Guazú és un riu del Paraguai, afluent per l'esquerra del riu Paraguay.
Neix a la serralada d'Amambay i creua els departaments d'Amambay i de San Pedro.
En els mapes es distingeixen els rius Aguaray-Gazú i Araguay. L'Aguaray-Gazú desemboca en l'Araguai i aquest en el Paragaui.